# Машук-КМВ
Футбольний клуб «Машук-КМВ» (П'ятигорськ) або просто «Машук-КМВ» (рос. Футбольный клуб «Машук-КМВ» Пятигорск) — російський футбольний клуб з міста П'ятигорськ, в Ставропольському краї.

## Хронологія назв
- «Динамо» - до 1965
- «Машинобудівельник» - 1966-1967
- «Машук» - 1968-1993, 1998-2002
- «Енергія» - 1994-1997
- «Машук-КМВ» - з 2003

## Історія

### Витоки
Вважається, що перші команди в П'ятигорську, Георгієвську, Кисловодську та Ставрополі з'явилися в період з 1910 по 1914 роки.
Відомо, що перший матч команди П'ятигорська відбувся 30 травня 1920 року. Тоді п'ятигорці обіграли команду міста Кисловодська - 1:0. В цьому ж році відбувся чемпіонат Північно-Кавказького краю, де команда П'ятигорська зайняла 3-тє місце (1-ше - Майкоп, 2-ге - Ростов).
У 1922 році футболісти з П'ятигорська грали в складі збірної Північного Кавказу.
У 1925 році команди П'ятигорська грали в Ставропольської лізі.
У цьому ж року 10 травня був відкритий "Червоний стадіон". І тоді ж у П'ятигорську проводилися весняні та осінні першості.
У період з кінця 20-их до середини 30-их років ХХ століття, П'ятигорськ грав у першостях Північно-кавказького краю, і в першостях «Динамо».
Так у 1931 році в фіналі третьої першості «Динамо» Ростов обіграв П'ятигорськ 1:2, проте пятигорці вимагали перегравання.
Перегравання відбулося 1 вересня в Ростові. Результат матчу невідомий.
У 1932 року в першості Північно-кавказького краю П'ятигорськ обіграв Краснодар - 6:0, і Грозний - 6:1. П'ятигорськ став переможцем першості обігравши Ростов-на-Дону 3:1 і отримав право грати в чемпіонаті РРФСР, де п'ятигорчани обіграли Сталінград - 6:0 і Сімферополь - 5:1, але в підсумку вилетіли з чемпіонату програвши Москві - 1:3.
У 1933 році на п'ятій першості «Динамо», П'ятигорск Ростов обіграв - 7:0. Тоді в газеті «Комунар» від 06.22.1933 писали: «Команда футболістів П'ятигорська стала однією з найкращих команд Північно-кавказького краю».

### Заснування
Роком заснування футбольного клубу «Машук-КМВ» вважається 1936 році, однак сам клуб як стверджується був заснований в 20-х роках. Тоді команда називалася «Динамо».
І саме тоді була зроблена перша спроба команди пройти в чемпіонат СРСР.

### 1936 рік
Після появи в 1936 році в чемпіонаті СРСР з футболу п'ятигорське «Динамо» грало спочатку навесні в групі «Г» (4-ий по силі), де посіла третє місце. Потім восени в групі «В» (3-ій по силі). Там «Динамо» в Москві обіграло «четверту команду Союзу» ЦБЧА з рахунком 1:2. Але поступившись московському «Торпедо» і зайнявши останнє місце в чемпіонаті, п'ятигірське «Динамо» вилетіло з Союзного чемпіонату.

### 1966-1969 рік: Повернення у великий футбол
«Динамо» знадобилося 30 років щоб повернутися в союзний чемпіонат. Тоді ж команда була перейменована в «Машинобудівник», так як там грали працівника з П'ятигорського Машинобудівного заводу (нині - Пятігорсксільмаш). І тоді ж було відкрито стадіон «Труд».
У період з 1966 по 1968 роки «Машинобудівник» грав у класі «Б» (3-ій по силі рівень).
У 1968 році зайнявши 1-ше місце в групі «Машинобудівник» почав грати в класі «А» (2-ий за силою дивізіон). В цьому ж році команда була перейменована в «Машук». Але зайнявши 18-те місце в групі, «Машук» вилетів у другу лігу.

### 1970-1991 рік: Стабільність
З 1970 року «Машук» стабільно грав у другій лізі аж до 1990 року.
Однак, у «Машука» був шанс вийти в Першу лігу. У 1976 році «Машук» посів перше місце в своїй групі. Але поступившись у стикових матчах «Кривбасу», п'ятигорська команда не змогла вийти у Першу Лігу.
Також «Машук» займав другі місця в 1978, 1980 і 1989 році, під проводами Дмитра Скрябіна і Юрія Дяченка.
У 1990 році «Машук» зайняв 19-те місце і вилетів у Другу нижчу лігу.

### 1992-1998 рік: Виліт в аматорський чемпіонат
Після розпаду СРСР «Машук» грав у Другій лізі.
Пробувши там 2 роки в 1993 році «Машук» вилетів в третю лігу, але через рік повернувся зайнявши 2-ге місце.
У 1994 році команда була перейменована в «Енергію», за наполяганням РАО «ЄЕС Росії». Але й це тривало не довго. Вже через 3 роки «Енергія» посіла останнє 20-те місце, позбулася професійного статусу і вилетіла в третю лігу.
У 1998 році команді повернули історичну назву - «Машук».

### 2002-2005: Нове повернення і вихід в Першу лігу
Через 5 років, в 2002 році «Машук» повернувся до другої ліги. В цьому ж році команду перейменували в «Машук-КМВ».
У 2005 році «Машук-КМВ» зайняв 2-ге місце і вийшов у першу лігу завдяки виключенню «Аланії». А тренер Сергій Джатієв був названий найкращим тренером за версією ПФЛ.

### 2006-2008: Перша ліга і виліт до другої ліги
У 2006 році «Машук-КМВ» провів свій перший матч у першій лізі з дагестанським «Динамо», де розійшлися нічиєю - 1:1. В цьому ж році Машук зайняв 13-те місце, найкращий результат за час перебування клубу в першому дивізіоні.
26 жовтня 2007 року выдбувся скандал, «Машук-КМВ» обіграв ростовський СКА з рахунком 3:0, після чого п'ятигорську команду звинуватили в підкупі суддів. У підсумку ніяких штрафних санкцій від РФС до «Машука» пред'явлено не було.
У 2008 році «Машук-КМВ» зайняв 18-те місце і вилетів у другу лігу.

### З 2009 року
З 2009 року «Машук-КМВ» грає в ПФЛ.
В цьому ж році був створений фарм-клуб «Машук-КМВ-2», який виступає в чемпіонаті Ставропольського краю.
Найкращим результатом у «Машука» було 3-тє місце в 2010 році.
Найгірший результат - 12-те місце в 2013 році.

## Підтримка клубу
Перші ультрас-групи в П'ятигорську з'явилися тільки в 2003 році, коли «Машук-КМВ» повернувся до Другого дивізіону. Тоді ж було засновано рух «S22», і ними ж був здійснений перший виїзд в Будьонновськ.
У 2005 році приплив людей на фан-сектор збільшився в зв'язку з тим, що «Машук-КМВ» вийшов у Перший дивізіон. Число активних фанатів виростає з 20 - 30 до 70 - 100 чоловік.
У цьому ж році, коли «Терек» вийшов у Прем'єр-лігу і приймав гостей в П'ятигорську, була заснована так звана «Anti Terek Firm» (скорочено ATF). Вона займалася підтримкою приїжджих на матч проти «Терек» фанатів і клубів.
У 2007 році кількість уболівальників активно збільшувалася. Домашній фан-сектор збирав близько 100-150 осіб. «Курортників» приїжджають підтримувати також фанати з Єсентуки, Мінеральних Вод та інших міст КМВ.
У 2008 році чисельність фан-сектора знизилася до 30 - 40 чоловік. В цьому ж році був пробитий найдальший виїзд до Хабаровська.
У 2009 році коли «Машук-КМВ» вилетів у Другій Дивізіон, двоє людей вперше за всю історію фан-руху «пробили золото».
Не дивлячись на те, що в 2010 році «Машук-КМВ» посів третє місце, на відвідуваність це не вплинуло.
В даний час фанатський рух в П'ятигорську переживає глибоку кризу, а фан-сектор збирає не більше 15 осіб.

## Стадіони

### Центральний

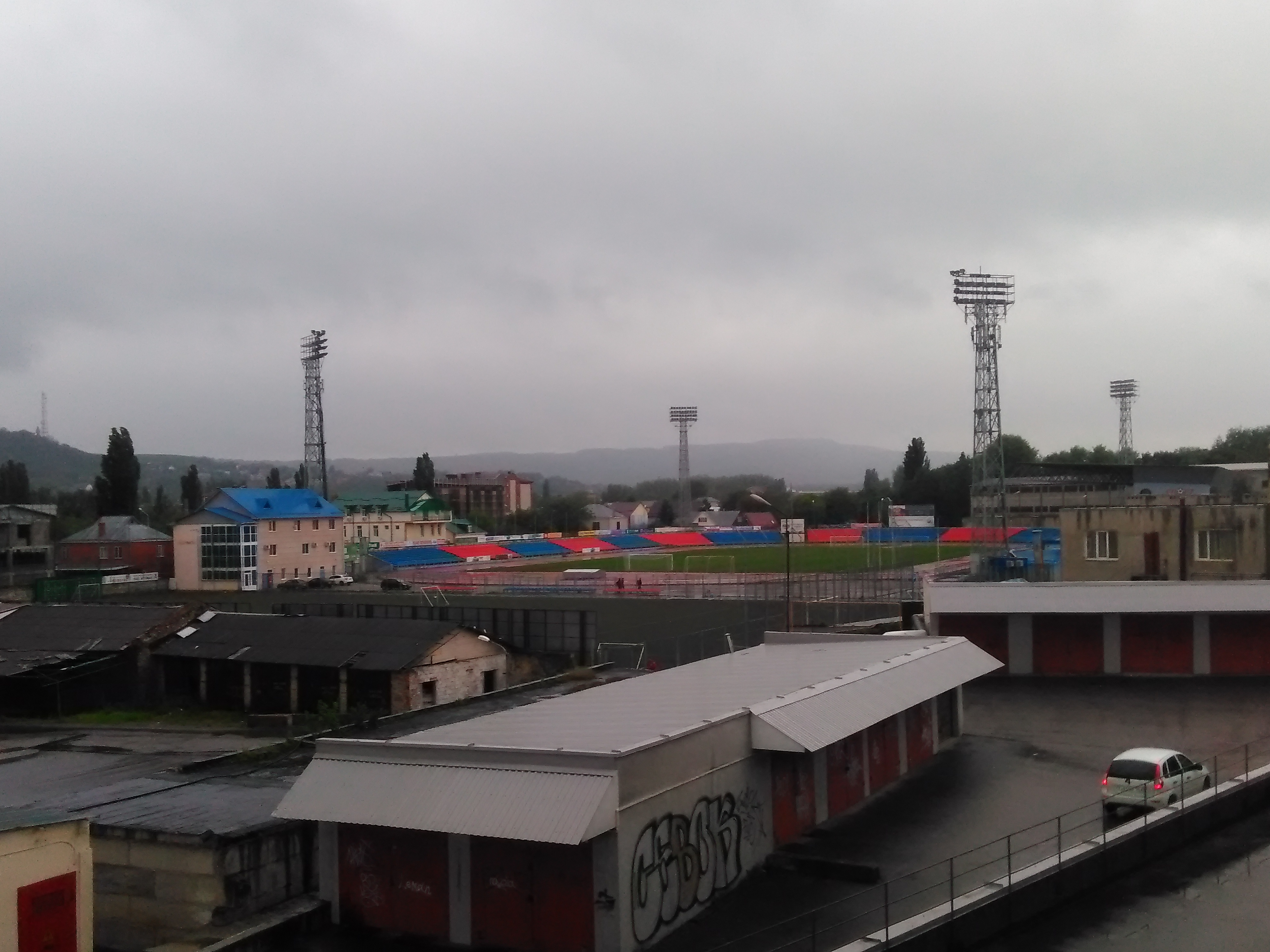
Вид стадіону «Центральний» з боку

Стадіон знаходиться за адресою м.П'ятигорск, вул. Дунаєвського, б. 5. Побудований в 1966 році. Основний стадіон клубу. Вміщує приблизно 10 000 чоловік. Газон природний, розміром 104х68 м.

### Сільмаш
Стадіон знаходиться за адресою м.П'ятигорск, вул. Рози Люксембург, 70. Місткість стадіону становить 1 500 осіб.
Даний стадіон є основним для фарм-клубу «Машука» й запасним для основної команди. Також основна команда проводить там міжсезоння товариські матчі.
На території стадіону знаходяться 3 футбольних поля, баскетбольний майданчик, тенісний корт, тренажерний зал, різні секції бойових мистецтв, а також готель.

## Кольори клубу
| Червоний | Білий |

## Клубні рекорди

### В СРСР

#### Крупні перемоги[4]
- В I лізі - 3:0 - над «Котлобудівельником» (Бєлгород) та «Шинником» (Ярославль) в 1969 році
- У II лізі - 7:0 - над «Урожаєм» (Дербент) і «Атомом» (с. Нововоронезьке) в 1966 і 1986 році
- В III лізі - 5:0 - над «Асмаралом» (Кисловодськ) і «Локомотивом» (Мінеральні води) в 1991 році

#### Крупні поразки[4]
- В I лізі - 0:4 - від «Труда» (Воронеж) в 1969 році
- У II лізі - 0:6 - від «Текстильника» (Іваново), «Торпедо» (Волзький), «Металурга» (Липецьк), та «Уралмаша» (Свердловськ) в 1977, 1981 і 1990 році
- В III лізі - 0: 3 - від «Хіміка» (Бєлорєченск) та «Динамо» (Гагра) в 1991 році

### У Росії

#### Крупні перемоги[4]
- В I дивізіоні - 5:2 - над «Мордовія» (Саранськ) в 2007 році
- В II дивізіоні - 0:6 - над «Слов'янськом» (Слов'янськ-на-Кубані) та «Волгарем» (Астрахань) в 2004 і 2013 році
- В III дивізіоні - 6:0 - над «Динамо» (станиця Полтавська) в 2002 році

#### Крупні поразки[4]
- В I дивізіоні - 0:7 - від «Кубані» (Краснодар) в 2006 році
- В II дивізіоні - 0:5 - від «Астратекса» (Астрахань), «Ротора» (Волгоград) й МІТОСа (Новочеркаськ) в 1993, 2011 і 2015 році
- В III дивізіоні - 0:7 - від «Локомотив-тайму» (Мінеральні води) 2000 року

## Досягнення

### В СРСР
- Друга Ліга
  -  Чемпіон (2): 1968, 1976
  -  Срібний призер (3): 1978, 1980, 1989

- Друга нижча ліга чемпіонату СРСР
  -  Бронзовий призер (1): 1936

- Чемпіонат Ставропольського краю
  -  Чемпіон (5): 1937, 1938, 1939, 1950, 1952

### У Росії
- Другий дивізіон
  -  Срібний призер (1): 2005
  -  Срібний призер (2): 2004, 2010

- Третій дивізіон
  -  Чемпіон (1): 2002
  -  Срібний призер (1): 1994

## Рекордсмени клубу
Рекордсмени за кількістю проведених ігор
| #  | Футболіст        | Період                                  | Матчі |
| -- | ---------------- | --------------------------------------- | ----- |
| 1  | Валерій Умнов    | 2004 — 2012                             | 262   |
| 2  | Анатолій Силка   | 2002 — 2009                             | 179   |
| 4  | Роман Удодов     | 2000, 2003, 2004, 2006, 2007, 2011—2013 | 162   |
| 5  | Максим Лепський  | 2002 — 2004, 2005—2006, 2007—2009       | 140   |
| 6  | Закі Ібрагімов   | 2011 — 2015                             | 132   |
| 7  | Артур Сардіров   | 2009 — 2012, 2013 — н.ч                 | 131   |
| 8  | Денис Родіонов   | 2009 — 2013, 2014 — н.ч                 | 123   |
| 9  | Беслан Гублія    | 2006 — 2008                             | 113   |
| 10 | Георгій Сахвадзе | 2006 — 2008                             | 112   |

Найкращі бомбардири
| #  | Футболіст       | Період                                  | Голів |
| -- | --------------- | --------------------------------------- | ----- |
| 1  | Роман Удодов    | 2000, 2003, 2004, 2006, 2007, 2011—2013 | 42    |
| 2  | Валерій Умнов   | 2004 — 2012                             | 39    |
| 3  | Донат Джатієв   | 2009 — 2010, 2011—2012, 2013 — н.ч      | 23    |
| 4  | Руслан Алієв    | 2014 — н.ч                              | 23    |
| 5  | Арсен Аветисян  | 2004 — 2005                             | 22    |
| 6  | Павло Сафронов  | 2009 — 2010, 2011—2012                  | 21    |
| 7  | Закі Ібрагімов  | 2011 — 2015                             | 19    |
| 8  | Дмитро Пінчук   | 2004 — 2005                             | 17    |
| 9  | Марат Дзахмишев | 2012 — 2015                             | 16    |
| 10 | Сергій Головко  | 2006                                    | 13    |

## Статистика виступів

### В чемпіонатах СРСР
| Сезон | Ліга                                       | Місце | Примітки                         |
| ----- | ------------------------------------------ | ----- | -------------------------------- |
| 1936  | Група «Г» СРСР, Весна                      | 3     |                                  |
| 1936  | Група «В» СРСР, Осінь                      | 8     |                                  |
| 1966  | Клас «Б» СРСР, РРФСР, 4 зона               | 7     |                                  |
| 1967  | Клас «Б» СРСР, РРФСР, 4 зона               | 5     |                                  |
| 1967  | Клас «Б» СРСР, РРФСР, Півфінал Липецьк     | 5     |                                  |
| 1968  | Клас «Б» СРСР, РРФСР, 4 зона               | 6     |                                  |
| 1968  | Клас «Б» СРСР, РРФСР, Півфінал П'ятигорськ | 1     | Перехід до другої групи «А» СРСР |
| 1969  | Друга група «А» СРСР, підгрупа 1           | 18    |                                  |
| 1970  | Друга група «А» СРСР, зона 2               | 5     |                                  |
| 1971  | Друга ліга СРСР, зона 3                    | 4     |                                  |
| 1972  | Друга ліга СРСР, зона 4                    | 5     |                                  |
| 1973  | Друга ліга СРСР, зона 3                    | 7     |                                  |
| 1974  | Друга ліга СРСР, зона 4                    | 8     |                                  |
| 1975  | Друга ліга СРСР, зона 3                    | 6     |                                  |
| 1976  | Друга ліга СРСР, зона 4                    | 1     |                                  |
| 1976  | Друга ліга СРСР, Фінал                     | 2     |                                  |
| 1977  | Друга ліга СРСР, зона 3                    | 8     |                                  |
| 1978  | Друга ліга СРСР, зона 3                    | 2     |                                  |
| 1979  | Друга ліга СРСР, зона 3                    | 4     |                                  |
| 1980  | Друга ліга СРСР, зона 3                    | 2     |                                  |
| 1980  | Друга ліга СРСР, Півфінал РРФСР            | 4     |                                  |
| 1981  | Друга ліга СРСР, зона 3                    | 15    |                                  |
| 1982  | Друга ліга СРСР, зона 3                    | 11    |                                  |
| 1983  | Друга ліга СРСР, зона 3                    | 5     |                                  |
| 1984  | Друга ліга СРСР, зона 3                    | 4     |                                  |
| 1985  | Друга ліга СРСР, зона 3                    | 8     |                                  |
| 1986  | Друга ліга СРСР, зона 3                    | 9     |                                  |
| 1987  | Друга ліга СРСР, зона 3                    | 4     |                                  |
| 1988  | Друга ліга СРСР, зона 3                    | 13    |                                  |
| 1989  | Друга ліга СРСР, зона 3                    | 2     |                                  |
| 1990  | Друга ліга СРСР, зона «Центр»              | 19    | Виліт в другу нижчу лігу СРСР    |
| 1991  | Друга нижча ліга СРСР, зона 4              | 12    |                                  |

Всього в чемпіонатах СРСР:
| Турнірів | Матчів | Виграні | Нічиї | Поразки | Різниця м'ячів |
| -------- | ------ | ------- | ----- | ------- | -------------- |
| 28       | 995    | 455     | 229   | 331     | 1327:1045      |

### У кубках СРСР
| Сезон   | Стадія | Примітки                                      |
| ------- | ------ | --------------------------------------------- |
| 1936    | 1/8    | Кубок СРСР                                    |
| 1966/67 | 1/1024 | Кубок СРСР, РРФСР, зона 4                     |
| 1967/68 | 1/2048 | Кубок СРСР, РРФСР, зона 4                     |
| 1968/69 | 1/64   | Кубок СРСР, Друга група класу «А», підгрупа 1 |
| 1970    | 1/32   | Кубок СРСР, 2 зона другої групи класу «А»     |
| 1977    | 1/32   | Кубок СРСР                                    |
| 1979    | 6      | Кубок СРСР, зона 5                            |
| 1985/86 | 1/64   | Кубок СРСР                                    |
| 1988/89 | 1/32   | Кубок СРСР                                    |
| 1990/91 | 1/16   | Кубок СРСР                                    |

Всего в кубках СССР:
| Турнірів | Матчів | Виграних | Нічиї | Поразок | Різниця м'ячів |
| -------- | ------ | -------- | ----- | ------- | -------------- |
| 11       | 20     | 5        | 1     | 14      | 15:36          |

### В чемпіонатах Росії
| Сезон   | Ліга                           | Місце | Примітки                |
| ------- | ------------------------------ | ----- | ----------------------- |
| 1992    | Друга ліга, зона 1             | 8     |                         |
| 1993    | Друга ліга, зона 1, Етап 1     | 13    |                         |
| 1993    | Друга ліга, зона 1, 8-14 місця | 13    | Виліт у Третю лігу      |
| 1994    | Третя ліга, зона 1             | 2     | Вихід у Другу лігу      |
| 1995    | Друга ліга, «Захід»            | 11    |                         |
| 1996    | Друга ліга, «Захід»            | 14    |                         |
| 1997    | Друга ліга, «Захід»            | 20    | Виключення з ПФЛ        |
| 1998    | КФК Росії, Південь             | 9     |                         |
| 1999    | КФК Росії, Південь             | 10    |                         |
| 2000    | КФК Росії, Південь             | 5     |                         |
| 2001    | ЛФЛ Росії, Південь             | 5     |                         |
| 2002    | ЛФЛ Росії, Південь             | 1     |                         |
| 2002    | ЛФЛ Росії, Фінал, Фінал        | 2     | Вихід у Другій дивізіон |
| 2003    | Другий дивізіон, зона «Захід»  | 10    |                         |
| 2004    | Другий дивізіон, зона «Захід»  | 3     |                         |
| 2005    | Другий дивізіон, зона «Захід»  | 2     | Вихід у Перший дивізіон |
| 2006    | Перший дивізіон                | 13    |                         |
| 2007    | Перший дивізіон                | 14    |                         |
| 2008    | Перший дивізіон                | 19    | Виліт у Другій дивізіон |
| 2009    | Другий дивізіон, зона «Захід»  | 6     |                         |
| 2010    | Другий дивізіон, зона «Захід»  | 3     |                         |
| 2011/12 | Другий дивізіон, зона «Захід»  | 4     |                         |
| 2012/13 | Другий дивізіон, зона «Захід»  | 5     |                         |
| 2013/14 | Другий дивізіон, зона «Захід»  | 12    |                         |
| 2014/15 | Другий дивізіон, зона «Захід»  | 8     |                         |
| 2015/16 | Другий дивізіон, зона «Захід»  | 8     |                         |

Всего в Чемпионатах России:
| Турнірів | Матчів | Виграних | Нічиї | Поразок | Різнийя м'ячів |
| -------- | ------ | -------- | ----- | ------- | -------------- |
| 23       | 794    | 340      | 164   | 290     | 1072:955       |

### У кубках Росії
| Сезон   | Стадія | Примітки |
| ------- | ------ | -------- |
| 1992/93 | 1/256  |          |
| 1993/94 | 1/32   |          |
| 1994/95 | 1/64   |          |
| 1995/96 | 1/128  |          |
| 1996/97 | 1/256  |          |
| 1997/98 | 1/64   |          |
| 2003/04 | 1/128  |          |
| 2004/05 | 1/128  |          |
| 2005/06 | 1/32   |          |
| 2006/07 | 1/32   |          |
| 2007/08 | 1/32   |          |
| 2008/09 | 1/32   |          |
| 2009/10 | 1/128  |          |
| 2010/11 | 1/128  |          |
| 2011/12 | 1/256  |          |
| 2012/13 | 1/256  |          |
| 2013/14 | 1/128  |          |
| 2014/15 | 1/128  |          |
| 2015/16 | 1/256  |          |
| 2016/17 | 1/64   |          |

Всего в кубках России:
| Турнірів | Матчів | Виграних | Нічиї | Поразок | Різниця м'ячів |
| -------- | ------ | -------- | ----- | ------- | -------------- |
| 20       | 30     | 10       | 2     | 18      | 32:53          |

## Відвідуваність
Середня домашня відвідуваність матчів по сезонам:

## Відомі гравці
- / Арсен Аветисян
- Юрій Дроздов
- / Леонід Островський
- Юрій Пилипко
- Олександр Перов
- Денис Романенко
- / Богдан Нестеренко
- Алушпа Брева

## Відомі тренери
| Головний тренер   | Період    |
| ----------------- | --------- |
| Абрам Дангулов    | 1934—1937 |
| Лазар Єселевич    | 1966      |
| Володимир Соколов | 1967      |
| Петро Ступаков    | 1968—1969 |
| Дмитро Чихрадзе   | 1969      |
| Василь Васильєв   | 1970      |
| Владлен Нікітін   | 1971      |
| Володимир Соколов | 1971—1972 |
| Юрій Котов        | 1974      |
| Владлен Нікітін   | 1975      |
| Дмитро Скрябін    | 1976—1982 |
| Растям Янборисов  | 1984      |
| Володимир Кузін   | 1985      |
| Юрій Дяченко      | 1989      |
| Растяч Янборисов  | 1989—1990 |
| Валерій Зубаков   | 1991      |

| Головний тренер    | Період    |
| ------------------ | --------- |
| Сергій Разарьонов  | 1992—1997 |
| Сергій Джатієв     | 2004      |
| Ігор Пономарьов    | 2006—2007 |
| Сергій Джатієв     | 2007—2008 |
| Євген Перевертайло | 2009      |
| Сергій Пономарьов  | 2009      |
| Юрій Свірков       | 2009      |
| Калін Степанян     | 2009—2012 |
| Ігор Зазроєв       | 2010—2011 |
| Валерій Заздравних | 2011      |
| Олександр Григорян | 2013      |
| Валерій Умнов      | 2013      |
| Федір Гаглоєв      | 2013—2014 |
| Армен Степанян     | 2014—2015 |
| Сергій Трубіцин    | 2015—2016 |
| Зураб Саная        | 2016      |
| Валерій Заздравних | 2016      |